# Adlumia fungosa
Adlumie fongueuse, Cœur-saignant grimpant
Espèce
Adlumia fungosa, aussi appelée Adlumie fongueuse ou Cœur-saignant grimpant, est une espèce de plantes à fleurs de la famille des Papaveraceae originaire d'Amérique du Nord.